# Naturschutzgebiet Springebachtal (Medebach)

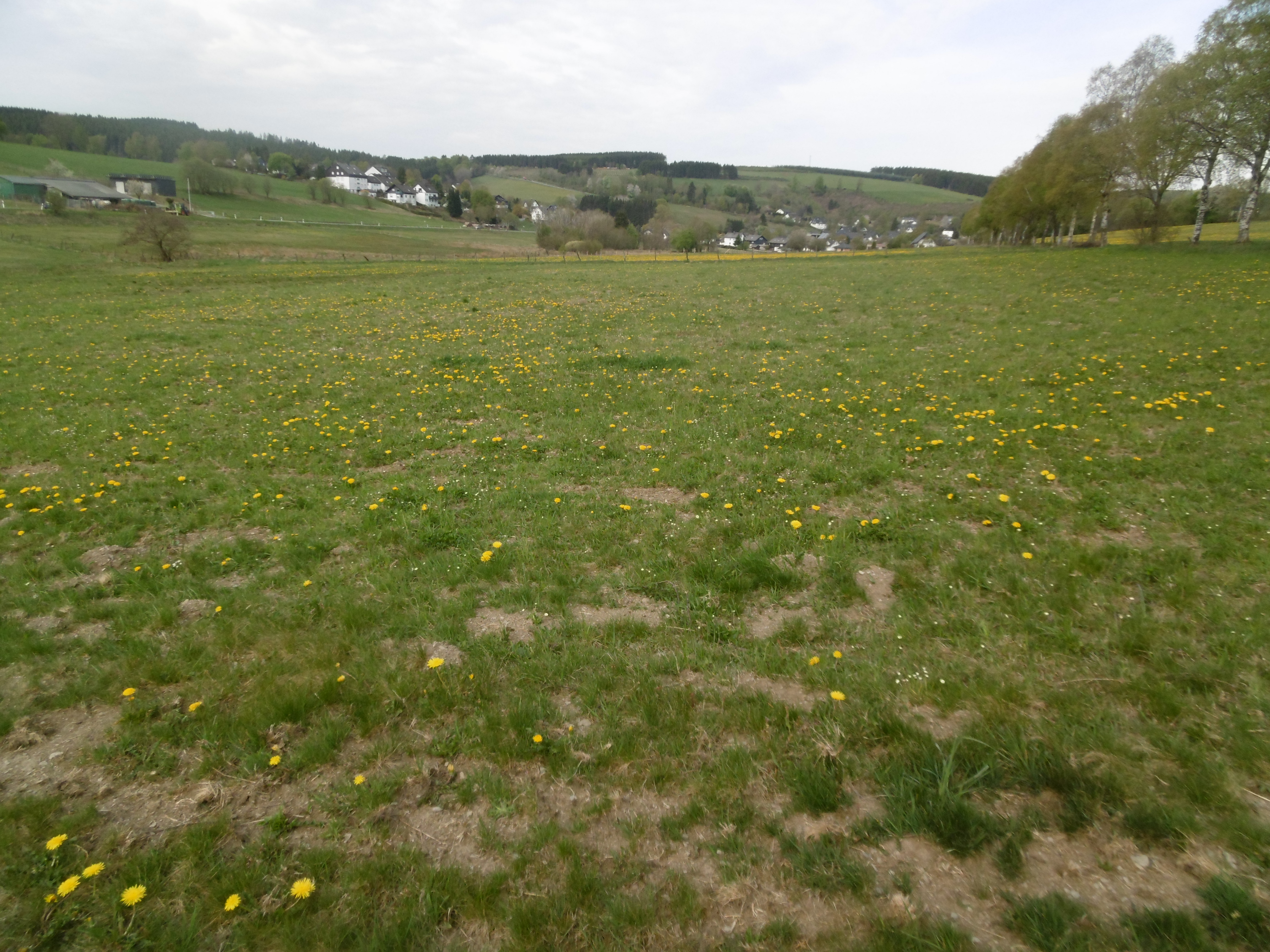
Naturschutzgebiet Springebachtal

Das Naturschutzgebiet Springebachtal mit einer Größe von 0,21 ha liegt westlich von Küstelberg im Stadtgebiet von Medebach (Nordrhein-Westfalen). Es wurde 2003 mit dem Landschaftsplan Medebach durch den Hochsauerlandkreis als Naturschutzgebiet (NSG) ausgewiesen.

## Geographische Lage
Das NSG liegt im Naturpark Sauerland-Rothaargebirge direkt an der Stadtgrenze von Medebach zu Winterberg. Südlich vorbei verläuft die Landesstraße 740 und östlich die L 827. Westlich bis nordwestlich liegt im Stadtgebiet von Winterberg die südliche Teilfläche des Naturschutzgebiets Springebachtal (Winterberg). Auf Winterberger Stadtgebiet liegt dort das Quellgebiet des Springebachs und der Oberlauf des Baches.

## Gebietsbeschreibung und Schutzzweck
Das gesamte NSG besteht aus einer kleinen Mähwiese. Es wurde zum Schutz des Grünlandes ausgewiesen. Wie bei allen Naturschutzgebieten in Deutschland wurde in der Schutzausweisung darauf hingewiesen, dass das Gebiet „wegen der Seltenheit, besonderen Eigenart und Schönheit des Gebietes“ zum Schutzgebiet erklärt wurde. Als Hauptschutzgrund wird die Erhaltung und Wiederherstellung der Biotoptypen und der Schutz von Flora und Fauna im Gebiet benannt.

## Pflanzenarten im NSG
Auswahl vom Landesamt für Natur, Umwelt und Verbraucherschutz Nordrhein-Westfalen im Schutzgebiet dokumentierter Pflanzenarten: Brennender Hahnenfuß, Echtes Mädesüß, Geflecktes Johanniskraut, Großer Wiesenknopf, Kleiner Baldrian, Kleiner Klappertopf, Kriechender Hahnenfuß, Kuckucks-Lichtnelke, Moor-Labkraut, Quell-Sternmiere, Rundblättrige Glockenblume, Scharfer Hahnenfuß, Schlangen-Knöterich, Schwarze Teufelskralle, Spitzwegerich, Spitzlappiger Frauenmantel, Sumpf-Blutauge, Sumpf-Dotterblume, Sumpf-Veilchen, Sumpf-Wasserstern, Wald-Engelwurz, Wald-Storchschnabel, Wiesen-Bärenklau, Wiesen-Flockenblume und Vierkantiges Weidenröschen.